# Jean-Paul Costa
Jean-Paul Costa (Tunisi, 3 novembre 1941 – Chantérac, 27 aprile 2023) è stato un magistrato francese, presidente della Corte europea dei diritti dell'uomo dal 2007 al 2011.

## Biografia

### Nascita e istruzione
Costa è nato nel 1941 a Tunisi, capitale della Tunisia, e ha studiato al Lycée Carnot, situato nella città. La sua famiglia ha lasciato il Paese africano nel 1957 a seguito dell'indipendenza. Ha studiato al prestigioso Lycée Henri-IV di Parigi, prima di studiare al Sciences Po, dove ha ottenuto un diploma nel 1961, un Master of Laws nel 1962 e un diploma di studi superiori in diritto pubblico nel 1964. Dal 1964 al 1966 ha studiato all'École nationale d'administration.

### Carriera
Nel giugno 1966, diventa uditore al Consiglio di Stato francese.
Direttore aggiunto dell'Ufficio intergovernativo per l'informatica, a Roma nel 1974, è reintegrato al Consiglio di Stato nel 1977. Diventa poi presidente della commissione delle industrie tecniche del cinema e consigliere dell'Istituto di ricerche in informatica ed automazione.
Dal 1981 al 1984 è direttore di ufficio del ministro dell'Istruzione nazionale, Alain Savary. Dal 1985 al 1986, fa parte della delegazione francese sulla negoziazione della costruzione del Tunnel della Manica e dal 1985 al 1989 insegna presso l'Istituto Internazionale di Pubblica Amministrazione. In seguito diventa professore all'Università di Orléans (1989-1998) e alla Sorbona (1992-1998).

### Corte europea dei diritti dell'uomo
Costa diventa giudice della Corte europea dei diritti dell'uomo in rappresentanza della Francia. Il 1º maggio 2000 diventa presidente di sezione e il 1º novembre 2001 è vicepresidente. Il 19 gennaio 2007 succede allo svizzero Luzius Wildhaber come presidente della Corte. Ha mantenuto questo incarico fino al 3 novembre 2011.